# Покотило Ганна Іванівна
Ганна Іванівна Покотило (1938 — ?) — українська радянська діячка, верстатниця паркетного цеху Буштинського лісокомбінату Тячівського району Закарпатської області. Депутат Верховної Ради СРСР 7-го скликання.

## Біографія
Освіта неповна середня. Член ВЛКСМ.
З 1954 року — робітниця, помічниця верстатниці, верстатниця паркетного цеху Буштинського лісокомбінату села Вонігове Тячівського району Закарпатської області.

## Нагороди
- орден Леніна
- ордени
- медалі